# Heliotrop (instrument)

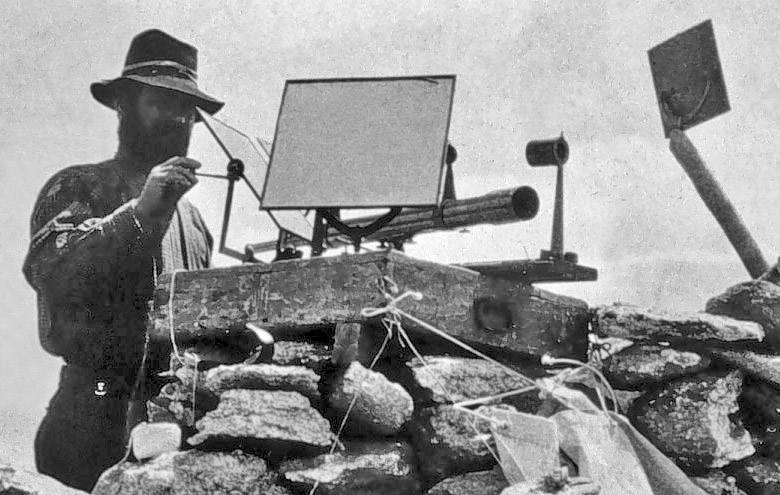
Heliotrop (c. 1878): Col·lecció BA Colonna (NOAA). Potser aquesta és la mateixa que Colonna va estudiar des de 313 quilòmetres de distància.

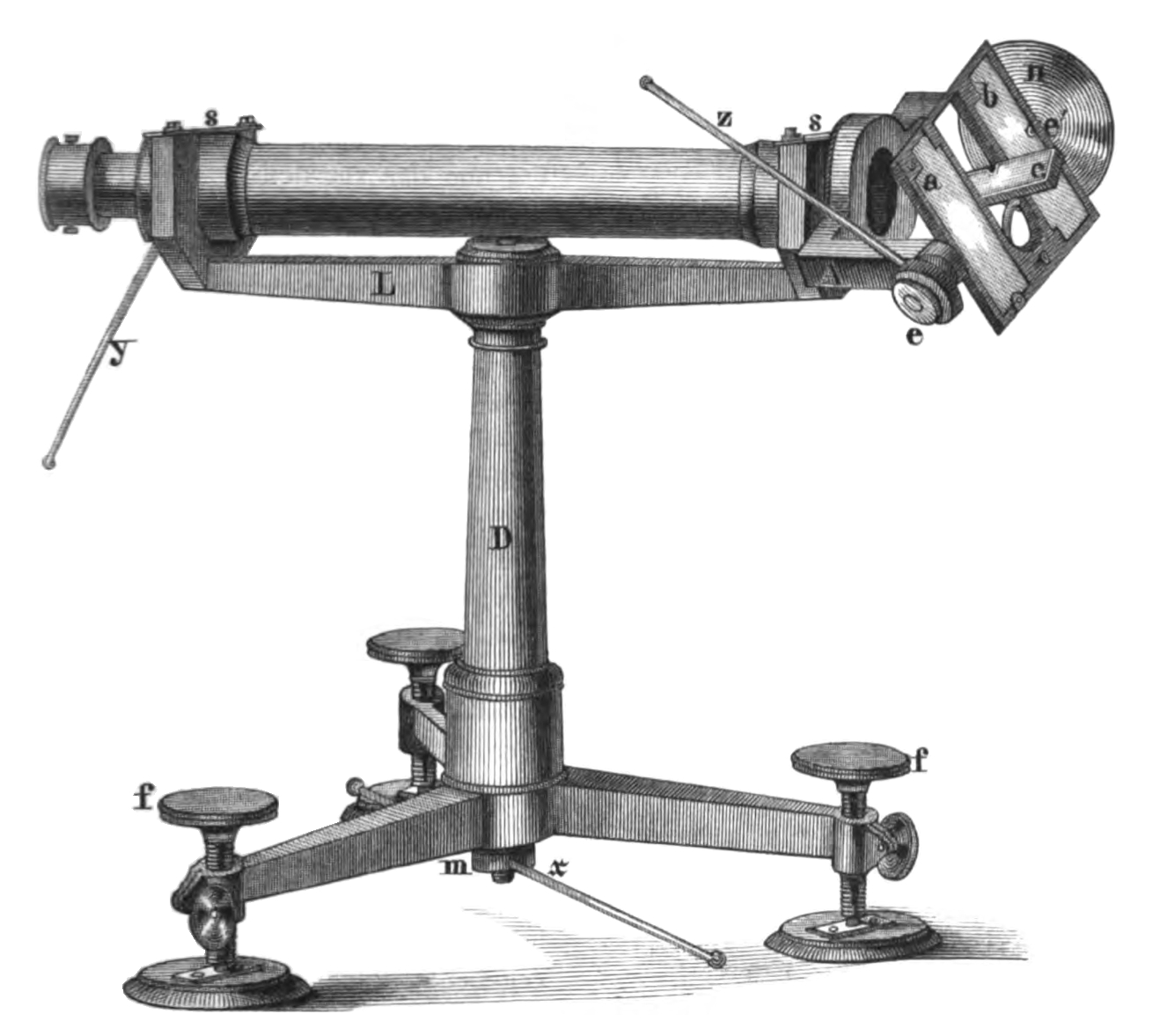
L'heliotrop de Gauss (c. 1822)

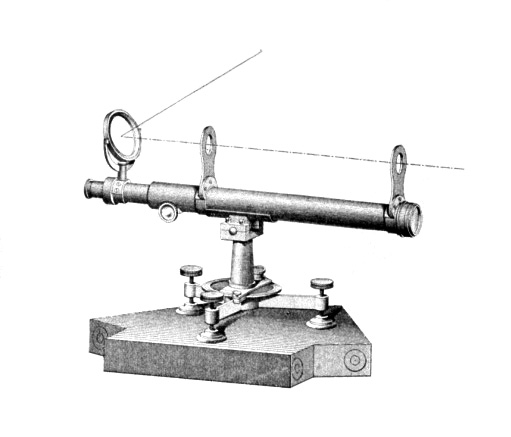
Heliotrop de Wurdemann (1866)

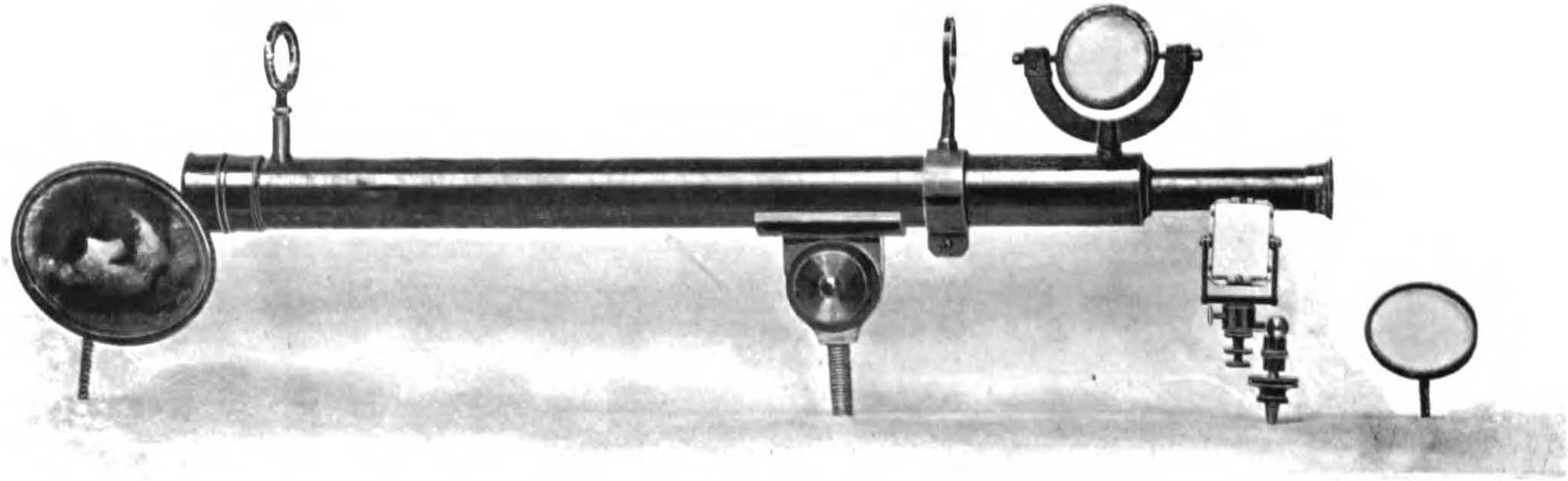
Coast Survey, Steinheil i heliotrops simples c. 1898

|  | No s'ha de confondre amb Heliògraf (telecomunicacions) o Heliòmetre. |

L'heliotrop és un instrument que utilitza un mirall per reflectir la llum solar a grans distàncies per marcar les posicions dels participants en un estudi de terreny. L'heliotrop va ser inventat el 1821 pel matemàtic alemany Carl Friedrich Gauss. La paraula «heliotrop» prové del grec: helios (grec: Ἥλιος), que significa ‘sol’, i tropos (grec: τρόπος), que significa ‘gir’.

## Història
Els heliotrops es van utilitzar en topografia, des dels estudis que va fer Gauss l'any 1821 fins a finals la dècada de 1980, quan les mesures GPS van substituir l'ús de l'heliotrop en estudis de llarga distància. El coronel Sir George Everest va introduir l'ús d'heliotrops al Gran Servei Trigonomètric de l'Índia al voltant del 1831, i el Servei Geodèsic i de la Costa dels Estats Units va utilitzar heliotrops per estudiar els Estats Units. L'especificació índia per a heliotrops es va actualitzar el 1981, i l'especificació militar americana per a heliotrops (MIL-H-20194E) es va retirar el 8 de desembre de 1995.
Els topògrafs utilitzaven l'heliotrop com a forma especialitzada d'objectiu d'estudi. Es feia servir durant grans estudis de triangulació on, a causa de la gran distància entre estacions (normalment vint milles o més), un objectiu regular seria indistint o invisible. Els heliotrops s'utilitzaven sovint com a objectius d'estudi a distàncies de més de 100 milles. A Califòrnia, el 1878, B. A. Colonna del Servei de Geodesia i Costa dels Estats Units va estudiar un heliotrop al Mont Santa Helena reflectint la llum del sol des del Mont Shasta, a una distància de 192 milles (309 km).